# Olympische Winterspiele 1964/Biathlon
Bei den IX. Olympischen Spielen 1964 in Innsbruck wurde zum zweiten Mal ein Wettbewerb im Biathlon (offizieller Name: Moderner Winterbiathlon) ausgetragen.
Die Wettkämpfe fanden am 4. Februar in der nahe Innsbruck gelegenen Gemeinde Seefeld in Tirol auf einer Strecke statt, deren Maximalhöhe von 1356 Metern ü. M. nach neun Kilometern erreicht war. Die Gesamtsteigung betrug 792 Meter, der längste Anstieg ohne Unterbrechung führte 96 Meter bergauf. Wie schon 1960 wurde nur ein Biathlonrennen ausgetragen, der 20-Kilometer-Einzelwettkampf der Männer. In diesem gelang den Athleten der Sowjetunion ein Doppelsieg: Wladimir Melanin triumphierte vor Alexander Priwalow.
Als olympische Sportart wurde Biathlon sowohl vor als auch nach den Olympischen Spielen kontrovers diskutiert. Besonders kritisiert wurde, dass ein Fehlschuss mit zwei Strafminuten im Laufen kaum ausgeglichen werden konnte. Dadurch hatten die guten Schützen nach der Meinung vieler Beobachter einen deutlichen Vorteil gegenüber den besten Läufern. Dagegen fiel die Rückschau des Veranstalters sehr positiv aus, insbesondere weil die Zuschauerzahl deutlich höher war als bei der Olympiapremiere der Disziplin im Jahr 1960.

## Medaillenspiegel
| Platz | Land        | Gold | Silber | Bronze | Gesamt |
| ----- | ----------- | ---- | ------ | ------ | ------ |
| 1     | Sowjetunion | 1    | 1      | –      | 2      |
| 2     | Norwegen    | –    | –      | 1      | 1      |

### Medaillengewinner
| Gold             | Silber             | Bronze      |
| ---------------- | ------------------ | ----------- |
| Wladimir Melanin | Alexander Priwalow | Olav Jordet |

## Vorbereitungen

### Biathlon in der Diskussion
Biathlon war als olympische Disziplin auch nach der Olympiapremiere 1960 weiterhin umstritten, sodass die Frage nach der Beibehaltung der Sportart bei Olympia während einer Sitzung des Internationalen Olympischen Komitees (IOC) geklärt werden musste. Auf dieser Sitzung, die Ende Januar 1964 in Innsbruck stattfand, äußerten sich lediglich Mitglieder des IOC Executive Boards kritisch, wohingegen sich die Präsidenten des Internationalen Skiverbandes (FIS) und der Internationalen Fünfkampfunion (UIPM) für die Sportart aussprachen. Eine Abstimmung, ob Biathlon weiterhin olympisch bleiben sollte, fiel mit 31 Zustimmungen und 5 Ablehnungen positiv aus.
Nur wenige Tage nach der IOC-Sitzung fand in Seefeld ein Kongress der UIPM statt, der dritte, der sich speziell mit Biathlon befasste. Auf diesem Kongress, an dem Delegierte aus 15 Ländern teilnahmen, wurde die offizielle Einführung des Staffelwettbewerbs beschlossen – dieser wurde ab 1968 auch ins olympische Programm aufgenommen. Außerdem entschieden die Kongressmitglieder, in olympischen Jahren keine Weltmeisterschaften durchzuführen.

### Streckenbau und Probewettkämpfe

Das Logo des Österreichischen Olympischen Comités, das in Teilen für den Streckenbau zuständig war.

Der Bau der Strecke, auf der das Biathlonrennen stattfand, begann im Sommer 1960 und dauerte etwa zweieinhalb Jahre, sodass die Loipen im Winter 1962/63 endgültig fertiggestellt werden konnten. Für die Planung zuständig war seitens des Internationalen Skiverbandes (FIS) der Verbandsbeauftragte Fred Rößner, der von Abgeordneten des Österreichischen Olympischen Comités beraten wurde.
Nachdem sich die Funktionäre schnell über den Ort und den Verlauf der Loipen geeinigt hatten, verabschiedeten sie am 2. Juli 1960 den Baubeschluss. Gut ein Jahr später inspizierte der spätere Technische Delegierte Ole Hederén die Strecke sowie die Schießstände und bezeichnete sie als vorbildlich. Als erster größerer Testwettkampf in Seefeld fanden im Februar 1962 die Österreichischen Biathlonmeisterschaften auf den Olympiapisten statt. Ein Jahr darauf folgten die Biathlon-Weltmeisterschaften, bei denen der spätere russische Olympiasieger Wladimir Melanin siegte. Im Anschluss an diese Probewettbewerbe wurde die Strecke geringfügig vereinfacht, indem weitere Flachstücke eingefügt wurden. Im Sommer 1963 war der endgültige Zustand der Loipen hergestellt, sodass im Januar 1964 die Österreichischen Meisterschaften als „Generalprobe“ ausgetragen werden konnten. Bis zum 24. Januar, anderthalb Wochen vor dem olympischen Rennen, war die Piste grundpräpariert, sodass die teilnehmenden Mannschaften die Strecke am 1. Februar offiziell besichtigen konnten.
Nach eigener Aussage achteten die Organisatoren bei der Streckenplanung besonders auf drei Punkte:
- Nach dem Start folgten zunächst einfache Streckenteile, ehe die ersten Anstiege gelaufen wurden.
- Auf Abfahrten wurde die Loipe so breit ausgelegt, dass die Athleten jederzeit ihre Fahrt bremsen konnten.
- Um die Sportler vor den Schießständen nicht zu sehr anzustrengen, waren die Pisten vor den Schießplätzen möglichst einfach gehalten, sie bestanden also aus flachem oder abfallendem Gelände.

### Organisation
Während für die Organisation des Langlaufs der Österreichische Skiverband zuständig war, bedienten Soldaten des Bundesheeres die Leitungen an den Schießplätzen. Für den Biathlonwettkampf wurden 76 Soldaten (darunter vier Offiziere und zwölf Unteroffiziere) benötigt, je 19 pro Schießanlage. Zuvor hatten die Angehörigen des Bundesheeres bereits beim Aufbau der Schießplätze geholfen. Oberster Verantwortlicher für das Schießen war der ehemalige Skilangläufer Balthasar Niederkofler, der 1933 mit der österreichischen Staffel die Bronzemedaille bei der Weltmeisterschaft gewonnen hatte. In der Jury für das Biathlonrennen saßen insgesamt sieben Männer, drei Schweden, drei Österreicher und ein Sowjete. Unter den Schweden befanden sich unter anderem zwei frühere Olympiasieger im Modernen Fünfkampf, William Grut sowie Sven Thofelt. Letzterer hatte außerdem die Union Internationale de Pentathlon Moderne (UIPM) mitgegründet, die 1964 der Dachverband für den internationalen Biathlonsport war. Zur Besprechung verfügten die Jurymitglieder über ein Zimmer in einer Seefelder Weinstube, wohingegen das zuständige Rennsekretariat in einem Hotel in der Ortsmitte untergebracht war.
Die Mannschaftsführer hatten sich die Quartiere für ihre Teams bereits während der Weltmeisterschaft im Jahr zuvor ausgesucht. Im offiziellen Bericht der Organisatoren hieß es, daher seien alle Teilnehmer mit ihrer Unterbringung während der Olympischen Winterspiele „sehr zufrieden“ gewesen. Meldeschluss für den Wettkampf war der Vormittag des 2. Februar; am Nachmittag des gleichen Tages wurden im Seefelder Kinosaal die Startnummern ausgelost. Die Siegerehrung fand um 17 Uhr des Renntages statt, etwa sechs Stunden nach Wettkampfende.

### Vermarktung und Übertragung
Am 11. November 1963 erschien in Österreich eine Sondermarkenserie, die aus insgesamt sieben unterschiedlichen Briefmarken mit unterschiedlichen Wertigkeiten bestand. Die Briefmarke, die einen Biathlonläufer zeigte, hatte den Markenwert von 1,20 Schilling und war damit die zweitgünstigste. Sie wurde in einer Auflage von 4 Millionen Stück ausgegeben und war 42 × 32,25 mm groß. Die Serie wurde noch vor den Olympischen Spielen in Großteilen verkauft.
Eine Eintrittskarte für die Biathlonwettkämpfe – es gab ausschließlich Stehplätze – kostete 30 Schilling und war damit genau so teuer wie ein Ticket für die meisten Langlaufwettbewerbe und etwas günstiger als die Karten für die Alpinwettkämpfe. Eine Dauerkarte für sämtliche nordischen Rennen, einschließlich Biathlon, kostete 300 Schilling, wobei sowohl den internationalen als auch den österreichischen Dachverbänden aller olympischen Sportarten jeweils zwischen zehn und 150 Freikarten zugesichert wurden. Insgesamt wurden 5000 Eintrittskarten aufgelegt, von denen ungefähr ein Viertel (zirka 1200 Stück) verkauft werden konnten. Gemeinsam mit den etwa 800 Freikarten wurden so 2000 Tickets ausgegeben. Diese brachten für die Organisatoren zusammen ungefähr 36.000 Schilling ein, was weniger war als in den meisten anderen nordischen Disziplinen.
An den Übertragungen des Biathlonwettkampfes im Rundfunk sowie im Fernsehen waren jeweils zehn Gesellschaften aus unterschiedlichen Ländern beteiligt. Dies waren weniger als beim Skispringen oder bei den meisten alpinen Wettbewerben, jedoch mehr als beispielsweise beim Rennrodeln oder bei den Bobwettkämpfen. Insgesamt waren an der Strecke 30 Reporterplätze vorbereitet, von denen 20 für den Rundfunk und 10 für das Fernsehen genutzt wurden.

## Wettkampf

### Reglement
Das Reglement des Biathlonwettkampfes 1964 ähnelte stark dem von 1960: Alle Teilnehmer absolvierten einen Skilanglauf über 20 Kilometer. Das Laufen wurde in unregelmäßigen Abständen – nach 6, 10,5, 11,6 sowie 17,2 Kilometern – von Schießprüfungen unterbrochen. Bei diesen gaben die Athleten je fünf Schüsse aus einem großkalibrigen Gewehr auf fünf Scheiben ab. Diese Ziele waren unterschiedlich weit von den Sportlern entfernt; die Abstände zwischen Athlet und Scheibe wurden zunehmend geringer. Beim ersten Schießen betrug die Distanz 250 Meter, dann jeweils 50 Meter weniger, sodass der Sportler am letzten Schießstand nur noch 100 Meter vom Schussziel entfernt war. Dafür musste er beim letzten Schießen stehend und freihändig schießen; bei den Prüfungen davor durfte die Position frei gewählt werden. Sobald der Athlet das Ziel erreicht hatte, wurden auf seine Laufzeit die Strafminuten addiert, die er beim Schießen hatte hinnehmen müssen. Dabei wurden pro Fehler zwei Minuten zu der Laufzeit hinzugerechnet. Das Endklassement ergab sich schließlich aus dieser addierten Gesamtzeit.

### Teilnehmer und Favoriten
Für den Biathlonwettbewerb waren 51 Sportler aus 14 unterschiedlichen Ländern gemeldet. Damit nahmen 21 Athleten mehr teil, als es bei der olympischen Biathlonpremiere 1960 in Squaw Valley der Fall gewesen war. Die meisten Nationen nominierten vier Sportler, darunter auch die favorisierten Mannschaften aus der Sowjetunion sowie aus den nordischen Ländern. Ebenfalls vier Starter entsendete die Mongolei; diese „Exoten“ waren jedoch chancenlos und wurden in der olympischen Nachschau allenfalls anekdotisch erwähnt. So schrieb die Fachzeitschrift Olympisches Feuer zu dem letztklassierten Mongolen Tsambyn Dandsan: „Mit kurzen Schritten, ohne Eile, trippelte er in die lange Spur. Die Skier an den Füßen schienen ihn zu stören.“ Außer den mongolischen Athleten nahmen nur zwei weitere nicht-europäische Länder an dem Biathlonrennen teil, die Vereinigten Staaten mit vier Wettkämpfern sowie Japan mit zwei Startern. Dennoch bedeutete auch dies im Vergleich zu 1960 einen Fortschritt in Bezug auf die Internationalisierung. Damals hatten die US-amerikanischen Gastgeber als einzige außereuropäische Mannschaft am 20-Kilometer-Rennen teilgenommen.

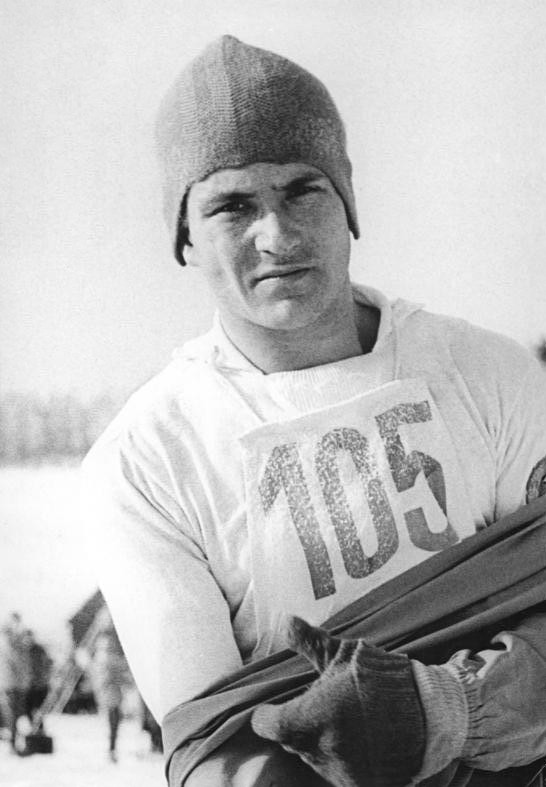
Dieter Ritter, 22-jähriger gelernter Installateur und Hauptwachtmeister der Volkspolizei, war jüngster deutscher Teilnehmer.

Wie schon bei den Olympischen Spielen der Jahre 1956 und 1960 traten auch 1964 die beiden deutschen Staaten nicht getrennt, sondern gemeinsam als gesamtdeutsche Mannschaft an. Die Frage, welche Sportler Deutschland vertreten sollten, wurde über nationale Vorausscheidungen geklärt. Bei diesen setzten sich vier Athleten aus der Deutschen Demokratischen Republik gegen ihre süddeutschen Konkurrenten durch: Hans-Dieter Riechel, Egon Schnabel, Helmut Klöpsch sowie Dieter Ritter, die jeweils für einen der beiden erfolgreichen DDR-Wintersportklubs – den ASK Vorwärts Oberhof oder die SG Dynamo Zinnwald – starteten. Mit Ausnahme von Egon Schnabel waren alle deutschen Starter bis 1964 jeweils mindestens einmal DDR-Meister geworden, jedoch hatte keiner von ihnen zuvor bereits an Olympia teilgenommen. Altmeister Cuno Werner war mittlerweile 38 Jahre alt und hatte seine internationale Karriere beendet. Herbert Kirchner, Horst Nickel und Kurt Hinze qualifizierten sich nicht erneut und waren mittlerweile von einer neuen Generation von Biathleten abgelöst worden. Bei den folgenden Spielen im Jahr 1968 sollten beide deutsche Mannschaften getrennt antreten und damit erstmals auch bundesdeutsche Biathleten an den Winterspielen teilnehmen.
Als Favoriten für das Rennen, in dem für jeden Fehlschuss zwei Strafminuten auf die Laufzeit addiert wurden, galten insbesondere die guten Schützen aus der Sowjetunion. So waren etwa der spätere Sieger sowie der Silbermedaillengewinner – Wladimir Melanin und Alexander Priwalow – beide ausgebildete Soldaten der Roten Armee; zudem waren beide über die Armee zum Biathlon gekommen. Während Priwalow kein schneller Langläufer war und in hohem Maße von seinen häufig fehlerfreien Schießeinlagen profitierte, kam Wladimir Melanin ursprünglich vom Skilanglauf. Melanin war dank guter Laufleistungen in den Jahren 1959, 1962 und 1963 sowohl Einzel- als auch Staffelweltmeister geworden und hatte zudem bei der olympischen Biathlonpremiere 1960 eine Medaille als Vierter nur knapp verpasst. Ebenfalls für Aufsehen sorgte der Start des Finnen Veikko Hakulinen, der zuvor zwischen 1952 und 1960 drei olympische Langlaufgoldmedaillen gewonnen hatte. Hakulinen war zu Beginn der 1960er-Jahre zum Biathlon gewechselt, hatte dort aber wegen schwacher Schießleistungen zunächst keine Medaillenchancen. So war er bei der Weltmeisterschaft 1963 zwar drei Minuten schneller als seine Konkurrenten gelaufen, war dann jedoch durch sechs Fehlschüsse auf den sechsten Rang zurückgefallen. Über den Sommer 1963 hatte er seine schwächere Teildisziplin stärker trainiert, um sein Ziel – die vierte olympische Goldmedaille – zu erreichen. Mit 39 Jahren war der Finne, der in seiner Jugend selbst Erfahrungen als Jäger gemacht hatte und als Förster arbeitete, der älteste Teilnehmer im Feld. Jüngster Starter war mit 18 Jahren der Mongole Tsambyn Dandsan.

### Rennverlauf und Ergebnis
| Platz | Land | Sportler            | Laufzeit (h) | Fehler      | Gesamtzeit (h) |
| ----- | ---- | ------------------- | ------------ | ----------- | -------------- |
| 1     | URS  | Wladimir Melanin    | 1:20:26,8    | 0 (0+0+0+0) | 1:20:26,8      |
| 2     | URS  | Alexander Priwalow  | 1:23:42,5    | 0 (0+0+0+0) | 1:23:42,5      |
| 3     | NOR  | Olav Jordet         | 1:22:38,8    | 1 (0+0+0+1) | 1:24:38,8      |
| 4     | NOR  | Ragnar Tveiten      | 1:19:52,5    | 3 (1+1+0+1) | 1:25:52,5      |
| 5     | ROM  | Vilmoș Gheorghe     | 1:22:18,6    | 2 (0+1+0+1) | 1:26:18,6      |
| 6     | POL  | Józef Rubiś         | 1:22:31,6    | 2 (1+0+0+1) | 1:26:31,6      |
| 7     | URS  | Walentin Pschenizyn | 1:22:59,0    | 2 (0+0+0+2) | 1:26:59,0      |
| 8     | FIN  | Hannu Posti         | 1:25:16,5    | 1 (1+0+0+0) | 1:27:16,5      |
| 9     | SWE  | John Güttke         | 1:24:02,4    | 2 (0+0+0+2) | 1:28:02,4      |
| 10    | URS  | Nikolai Pusanow     | 1:21:21,5    | 4 (3+0+0+1) | 1:29:21,5      |

Datum: 4. Februar 1964, 08:30 Uhr
Das am frühen Morgen klare Wetter hatte knapp vor dem Start plötzlich umgeschlagen, Schneewolken und ein beißend kalter Wind hatten die Loipe hart gemacht, was zu zahlreichen Stürzen führte und den Läufern, vor allem an den Schießständen bei Kilometer 6,0, 10,5, 11,6 und 17,2, große Schwierigkeiten bereitete, womit sich von den Mitfavoriten die Finnen am schlechtesten abfinden konnten.
Mit der Startnummer 1 eröffnete um 8.30 Uhr der 26-jährige Finne Esko Marttinen den Wettkampf. Ihm folgten in Abständen von 30 Sekunden die 49 weiteren Biathleten. Bis zum ersten Schießstand nach sechs Kilometern lief Veikko Hakulinen die schnellsten Zwischenzeiten. Mit zwei Fehlschüssen und den damit verbundenen vier Strafminuten fiel er dann allerdings aus den besten zehn Rängen heraus. Nach der Hälfte des Wettkampfes hatten acht Athleten mit allen zehn Schüssen getroffen, darunter drei Sportler aus der Sowjetunion – Wladimir Melanin, Alexander Priwalow sowie Walentin Pschenizyn. Melanin führte aufgrund seiner guten Laufzeit den Wettkampf mit mehr als einer Minute Vorsprung vor Pschenizyn an, Dritter war der Schwede John Güttke. Nach dem dritten Schießen blieb die Reihenfolge an der Spitze bestehen, während Veikko Hakulinen zum ersten Mal im Rennen keine Strafminuten hinnehmen musste und somit wieder die Möglichkeit auf eine Medaille bekam.

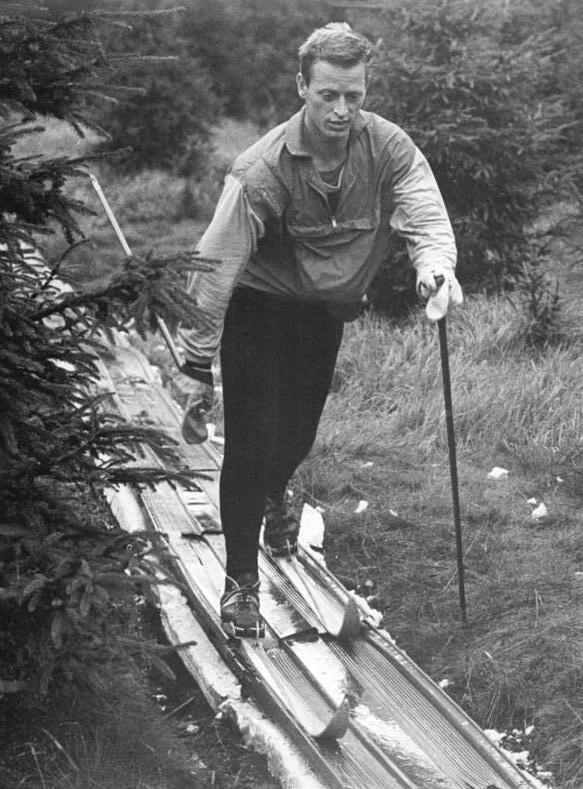
Der zweitbeste deutsche Starter, Egon Schnabel (Foto von 1967), wurde 24.

Als erster Athlet zum letzten Schießen kam Walentin Pschenizyn, der als Zweiter gestartet war und auf der Strecke den Finnen Marttinen überholt hatte. Der bis dahin ohne Fehlschuss gebliebene Pschenizyn traf auch die ersten drei Zielscheiben des letzten Anschlags. Da ihm zwei Patronen fehlten, die er während des Laufens zwischen Kilometer 12 und 17 verloren hatte, musste er anschließend weiterlaufen, ohne überhaupt auf die zwei letzten Scheiben schießen zu können. Unter der Annahme, dass diese „Nichtschüsse“ Treffer gewesen wären, hatte ihn dieses Ungeschick die Silbermedaille gekostet. Doch mit den damit verbundenen vier Strafminuten fiel er letztlich auf die siebte Position zurück. Pschenizyns Teamkollegen Melanin und Priwalow trafen dagegen auch am letzten Schießstand die fünf Scheiben und setzten sich damit deutlich in Führung, Melanin mehr als drei Minuten vor Priwalow und dieser wiederum mit fast einer ganzen Minute Vorsprung auf den drittplatzierten Norweger Olav Jordet, der einmal daneben geschossen hatte. Außer den beiden Ersten blieb lediglich der Rumäne Constantin Carabela fehlerfrei; seine Laufzeit (Rang 39) reichte jedoch nur für den 14. Rang. Damit platzierte er sich eine Position vor Veikko Hakulinen, der zwar Laufbester war, aber beim letzten Schießen drei weitere Scheiben verfehlte, damit insgesamt zwölf Strafminuten erhielt und letztlich als Fünfzehnter im Schlussklassement aufscheint.
Alle zwölf Starter aus deutschsprachigen Ländern verpassten die besten zwanzig Ränge. Bestplatzierter Deutscher wurde der 29-jährige Hans-Dieter Riechel auf der 21. Position. Seine Mannschaftskollegen Egon Schnabel und Helmut Klöpsch fielen jeweils aufgrund eines Skibruchs zurück. Schnabel erhielt zudem als Austausch einen falschen Ski, sodass er für kurze Zeit den Wettkampf auf zwei linken Schneeschuhen bestreiten musste. Von den Österreichern erreichte Hansjörg Farbmacher als bester Starter den 28. Platz, nachdem er viermal nicht getroffen hatte. Paul Ernst gab nach einigen Stürzen auf.

Die Schweizer schnitten als Team am schwächsten ab, alle vier Biathleten des Landes schossen mindestens zwölf Fehler und platzierten sich unter den schlechtesten Fünf. Hinter den vier Schweizern war lediglich der Mongole Tsambyn Dandsan mit 15 Fehlschüssen klassiert.
| Platz | Start- nummer | Athlet                             | Land | Laufzeit    | Schießfehler | Gesamtzeit  |
| ----- | ------------- | ---------------------------------- | ---- | ----------- | ------------ | ----------- |
| 1     | 23            | Wladimir Michailowitsch Melanin    | URS  | 1:20:26,8 h | 00 (0+0+0+0) | 1:20:26,8 h |
| 2     | 38            | Alexander Wassiljewitsch Priwalow  | URS  | 1:23:42,5 h | 00 (0+0+0+0) | 1:23:42,5 h |
| 3     | 32            | Olav Jordet                        | NOR  | 1:22:38,8 h | 01 (0+0+0+1) | 1:24:38,8 h |
| 4     | 45            | Ragnar Tveiten                     | NOR  | 1:19:52,5 h | 03 (1+1+0+1) | 1:25:52,5 h |
| 5     | 21            | Vilmoș Gheorghe                    | ROM  | 1:22:18,6 h | 02 (0+1+0+1) | 1:26:18,6 h |
| 6     | 44            | Józef Rubiś                        | POL  | 1:22:31,6 h | 02 (1+0+0+1) | 1:26:31,6 h |
| 7     | 2             | Walentin Nikolajewitsch Pschenizyn | URS  | 1:22:59,0 h | 02 (0+0+0+2) | 1:26:59,0 h |
| 8     | 41            | Hannu Posti                        | FIN  | 1:25:16,5 h | 01 (1+0+0+0) | 1:27:16,5 h |
| 9     | 6             | John Güttke                        | SWE  | 1:24:02,4 h | 02 (0+0+0+2) | 1:28:02,4 h |
| 10    | 40            | Nikolai Wassiljewitsch Pusanow     | URS  | 1:21:21,5 h | 04 (3+0+0+1) | 1:29:21,5 h |
| 11    | 3             | Jon Istad                          | NOR  | 1:23:24,8 h | 03 (1+0+1+1) | 1:29:24,8 h |
| 12    | 31            | Sture Ohlin                        | SWE  | 1:25:46,0 h | 02 (1+1+0+0) | 1:29:46,0 h |
| 13    | 35            | Antti Tyrväinen                    | FIN  | 1:22:09,0 h | 04 (0+2+0+2) | 1:30:09,0 h |
| 14    | 10            | Constantin Carabela                | ROM  | 1:30:59,0 h | 00 (0+0+0+0) | 1:30:59,0 h |
| 15    | 15            | Veikko Hakulinen                   | FIN  | 1:19:37,9 h | 06 (2+1+0+3) | 1:31:37,9 h |
| 16    | 47            | Charlie Akers                      | USA  | 1:28:24,9 h | 02 (1+0+1+0) | 1:32:24,9 h |
| 17    | 17            | Sven-Olov Axelsson                 | SWE  | 1:21:13,6 h | 06 (0+1+3+2) | 1:33:13,6 h |
| 18    | 13            | Stanisław Szczepaniak              | POL  | 1:27:43,5 h | 03 (0+0+1+2) | 1:33:43,5 h |
| 19    | 26            | Yūji Yamanaka                      | JPN  | 1:29:51,8 h | 02 (1+1+0+0) | 1:33:51,8 h |
| 20    | 27            | Józef Gąsienica Sobczak            | POL  | 1:22:00,6 h | 06 (4+0+2+0) | 1:34:00,6 h |
| 21    | 22            | Hans-Dieter Riechel                | EUA  | 1:28:30,9 h | 03 (1+0+0+2) | 1:34:30,9 h |
| 22    | 24            | Ola Wærhaug                        | NOR  | 1:24:38,0 h | 05 (2+1+2+0) | 1:34:38,0 h |
| 23    | 1             | Esko Marttinen                     | FIN  | 1:24:50,2 h | 05 (1+0+2+2) | 1:34:50,2 h |
| 24    | 9             | Egon Schnabel                      | EUA  | 1:30:53,0 h | 02 (1+0+0+1) | 1:34:53,0 h |
| 25    | 48            | Sten Eriksson                      | SWE  | 1:23:27,8 h | 06 (2+2+1+1) | 1:35:27,8 h |
| 26    | 14            | Yoshio Ninomine                    | JPN  | 1:29:38,6 h | 03 (0+0+1+2) | 1:35:38,6 h |
| 27    | 46            | Gheorghe Cimpoia                   | ROM  | 1:29:44,6 h | 03 (0+2+0+1) | 1:35:44,6 h |
| 28    | 49            | Hansjörg Farbmacher                | AUT  | 1:28:11,3 h | 04 (3+0+0+1) | 1:36:11,3 h |
| 29    | 5             | John Dent                          | GBR  | 1:30:27,2 h | 03 (0+1+1+1) | 1:36:27,2 h |
| 30    | 4             | Bill Spencer                       | USA  | 1:28:49,8 h | 04 (3+0+0+1) | 1:36:49,8 h |
| 31    | 50            | Helmut Klöpsch                     | EUA  | 1:32:08,5 h | 03 (1+0+1+1) | 1:38:08,5 h |
| 32    | 30            | Paul Romand                        | FRA  | 1:22:51,2 h | 08 (1+2+2+3) | 1:38:51,2 h |
| 33    | 37            | Dieter Ritter                      | EUA  | 1:22:51,4 h | 08 (0+2+4+2) | 1:38:51,4 h |
| 34    | 33            | Walter Müller                      | AUT  | 1:25:12,3 h | 07 (1+3+2+1) | 1:39:12,3 h |
| 35    | 11            | Stanisław Styrczula                | POL  | 1:32:52,1 h | 04 (0+1+0+3) | 1:40:52,1 h |
| 36    | 39            | Peter Lahdenpera                   | USA  | 1:27:04,7 h | 08 (0+3+3+2) | 1:43:04,7 h |
| 37    | 29            | Alan Notley                        | GBR  | 1:36:10,3 h | 05 (2+2+0+1) | 1:46:10,3 h |
| 38    | 28            | Bajandschawyn Damdindschaw         | MGL  | 1:32:19,7 h | 07 (3+1+1+2) | 1:46:19,7 h |
| 39    | 16            | Paul Renne                         | USA  | 1:34:45,9 h | 06 (3+1+1+1) | 1:46:45,9 h |
| 40    | 51            | John Moore                         | GBR  | 1:27:49,4 h | 10 (4+1+3+2) | 1:47:49,4 h |
| 41    | 7             | Adolf Scherwitzl                   | AUT  | 1:36:12,7 h | 06 (1+2+0+3) | 1:48:12,7 h |
| 42    | 42            | Bidsjaagiin Daschgai               | MGL  | 1:31:26,0 h | 10 (3+2+2+3) | 1:51:26,0 h |
| 43    | 19            | Roderick Tuck                      | GBR  | 1:33:55,5 h | 09 (3+3+1+2) | 1:51:55,5 h |
| 44    | 25            | Tüdewiin Lchamsüren                | MGL  | 1:37:10,1 h | 08 (2+4+1+1) | 1:53:10,1 h |
| 45    | 36            | Marcel Vogel                       | SUI  | 1:29:14,1 h | 12 (2+3+3+4) | 1:53:14,1 h |
| 46    | 20            | Erich Schönbächler                 | SUI  | 1:29:59,5 h | 12 (3+2+2+5) | 1:53:59,5 h |
| 47    | 43            | Willy Junod                        | SUI  | 1:28:00,7 h | 13 (4+4+4+1) | 1:54:00,7 h |
| 48    | 12            | Peter Gerig                        | SUI  | 1:30:32,5 h | 16 (3+5+5+3) | 2:02:32,5 h |
| 49    | 8             | Tsambyn Dandsan                    | MGL  | 1:36:45,6 h | 15 (4+5+2+4) | 2:06:45,6 h |
| DNF   |               | Paul Ernst                         | AUT  | –           | –            | –           |
| DNF   |               | Nicolae Bărbășescu                 | ROM  | –           | –            | –           |

## Rückschau und Kritik

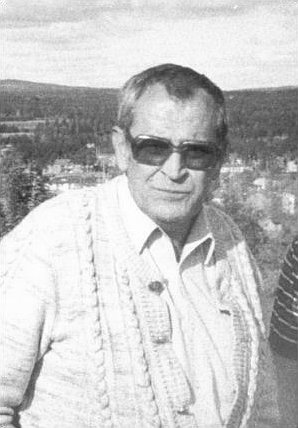
Der Sportreporter Bruno Moravetz kritisierte den Biathlonwettkampf stark.

Durch das Ergebnis der zweiten olympischen Biathlonwettkämpfe wurde erneut deutlich, dass das Schießen die wichtigere Teildisziplin war. Die Zwei-Minuten-Zeitstrafe pro Fehler konnte selbst von den besten Langläufern wie dem Finnen Veikko Hakulinen nicht oder nur in geringen Maßen aufgeholt werden. Dadurch sah der Sportreporter Bruno Moravetz die Soldaten bevorteilt und forderte in der Zeitschrift Olympisches Feuer: „Solange Soldaten bestimmen, darf er [der Biathlonwettkampf] nicht wieder im olympischen Winterfest gefeiert werden.“ Moravetz begründete dies damit, dass ein Soldat, dessen Handwerk das Zielen und das Schießen auf Menschen sei, Olympia „nicht finden“ dürfe. Daher, so Moravetz, müsste die Bewertung zwischen Schießen und Laufen gerechter werden, die großkalibrigen Gewehre sollten nicht mehr erlaubt sein und die Zielscheiben dürften nicht länger „Menschenantlitz ahnen lassen“.
In dem von Robert Lembke herausgegebenen Olympiabericht wurde der Biathlonwettbewerb als „umstritten“ bezeichnet: Die Anhänger hielten ihn für die „Krone des Skilaufs“, da er an die ursprünglichen Bedingungen der Jagd auf Skiern erinnere; die Gegner nähmen Anstoß an der Wertung, durch die schwächere Schützen stark benachteiligt würden. Der FIS-Beauftragte Fred Rößner kommentierte das Ergebnis schließlich wie folgt: „In der Spitze sind die Schießleistungen so ausgeglichen, daß die Entscheidung in der Langlaufspur fallen muß. Das ist eine erfreuliche Entwicklung.“ Dennoch hatte die Einseitigkeit des Klassements eine Regeländerung zur Folge. Ab 1968 wurden Schüsse, die das Ziel nur knapp verfehlten, lediglich mit einer Minute bestraft. Der derzeit (Stand: 2010) gültige Modus, für Fehlschüsse im Einzel immer nur eine statt zwei Strafminuten zu addieren, wurde im Jahr 1984 eingeführt.
Das 20-Kilometer-Rennen, das bei windigem Wetter und zeitweiligem Eisregen stattfand, wurde von 2000 Zuschauern besucht. Diese Zahl lag deutlich unter der vom Skispringen (20.000 und 55.000 Zuschauer) oder vom Skilanglauf (zwischen 5000 und 20.000 Zuschauern), jedoch war sie bedeutend höher als bei der Biathlon-Olympiapremiere 1960: In Squaw Valley hatte der Wettkampf vor nahezu leeren Rängen stattgefunden. Auf Basis dieses Vergleichs sprachen die Veranstalter im offiziellen Abschlussbericht von einem „gigantischen Publikumserfolg“, der das IOC überzeugt hätte, die Disziplin auch weiterhin im olympischen Programm zu belassen, zumal es sich um einen „außerordentlich schwierige[n], interessante[n] und darüber hinaus sehr männliche[n] Sport“ handeln würde. Überhaupt zogen die Organisatoren bezüglich des Biathlons ein sehr positives Fazit und begründeten dies unter anderem mit den „als einmalig zu bezeichnen[den]“ guten Schießergebnissen sowie den schnellen Laufzeiten, die auf die vielen Verbesserungen der Langlaufstrecke zurückzuführen seien. Auch der Präsident der Fünfkampfunion, Sven Thofelt, lobte die Veranstaltung:

„Wir danken in erster Linie für die hervorragende Abwicklung des olympischen Wettkampfes im Modernen Winterbiathlon. Die Organisation war hier, wie bei allen olympischen Wettkämpfen in Innsbruck-Seefeld, tadellos. Alles hat ohne Fehler geklappt. Es gab keinen einzigen Protest.“